# Premio Lefty Driesell
El Premio Lefty Driesell al Jugador Defensivo del Año es un premio otorgado anualmente al mejor defensor masculino de baloncesto universitario en la competición de la División I de la NCAA. El premio fue establecido en 2010 y recibe el nombre del entrenador legendario Lefty Driesell, quien es el único entrenador en acumular 100 victorias en cuatro diferentes universidades de la División I. Driesell es el mejor recordado por su éxito con el programa de Maryland Terrapins.

## Ganadores
| *           | Galardonado con un premio al jugador nacional de año: el Naismith al Jugador Universitario del Año o el Premio John R. Wooden |
| Jugador (#) | Indica el número de veces que el jugador ha conseguido el galardón                                                            |

| Año     | Jugador          | Universidad         | Curso     | Referencia |
| ------- | ---------------- | ------------------- | --------- | ---------- |
| 2009–10 | Jarvis Varnado   | Mississippi State   | Senior    | [ 2 ]      |
| 2010–11 | Kent Bazemore    | Old Dominion        | Junior    | [ 3 ]      |
| 2011–12 | Anthony Davis*   | Kentucky            | Freshman  | [ 4 ]      |
| 2012–13 | Tommy Brenton    | Stony Brook         | Senior    | [ 5 ]      |
| 2013–14 | Elfrid Payton    | Louisiana–Lafayette | Junior    | [ 6 ]      |
| 2014–15 | Darion Atkins    | Virginia            | Senior    | [ 7 ]      |
| 2015–16 | Vashil Fernandez | Valparaiso          | Senior    | [ 8 ]      |
| 2016–17 | Jevon Carter     | West Virginia       | Junior    | [ 9 ]      |
| 2017–18 | Jevon Carter (2) | West Virginia       | Senior    | [ 10 ]     |
| 2018–19 | Matisse Thybulle | Washington          | Senior    | [ 11 ]     |
| 2019–20 | Juvaris Hayes    | Merrimack           | Senior    | [ 12 ]     |
| 2020–21 | Davion Mitchell  | Baylor              | Junior    | [ 13 ]     |
| 2021–22 | KC Ndefo         | Saint Peter's       | Senior    | [ 14 ]     |
| 2022–23 | Caleb McConnell  | Rutgers             | Senior    | [ 15 ]     |
| 2023–24 | Boo Buie         | Northwestern        | Graduado  | [ 16 ]     |
| 2024–25 | Joseph Tugler    | Houston             | Sophomore | [ 17 ]     |

## Ganadores por universidades
| Universidad         | Ganadores | Años       |
| ------------------- | --------- | ---------- |
| West Virginia       | 2         | 2017, 2018 |
| Northwestern        | 1         | 2024       |
| Houston             | 1         | 2025       |
| Baylor              | 1         | 2021       |
| Merrimack           | 1         | 2020       |
| Virginia            | 1         | 2015       |
| Kentucky            | 1         | 2012       |
| Louisiana–Lafayette | 1         | 2014       |
| Mississippi State   | 1         | 2010       |
| Old Dominion        | 1         | 2011       |
| Rutgers             | 1         | 2023       |
| Saint Peter's       | 1         | 2022       |
| Stony Brook         | 1         | 2013       |
| Valparaiso          | 1         | 2016       |
| Washington          | 1         | 2019       |